# 穆米亞斯
穆米亞斯是東非國家肯雅的城鎮，由西部省負責管轄，海拔高度1,268米，鎮上有機場設施，主要經濟活動是製糖業，附近的醫院由天主教會營辦，1999年人口32,965。
0°20′N 34°29′E / 0.333°N 34.483°E